# .er
.er és el domini territorial de primer nivell (ccTLD) per a Eritrea.

## 2ns nivells
Existeix un cert nombre de segons nivells., encara que no hi ha gens d'informació disponible sobre els seus propòsits exactes o restriccions.
- com.er presumiblement per a organitzacions comercials
- edu.er presumiblement per a organitzacions acadèmiques/educatives
- gov.er presumiblement per a organitzacions governamentals
- mil.er presumiblement per organitzacions militars
- net.er presumiblement per a organitzacions de connexió de xarxes
- org.er presumiblement per a organitzacions no governamentals
- ind.er zona desconeguda, buida des de l'agost de 2004